# Lucerne (Washington)
Lucerne az Amerikai Egyesült Államok északnyugati részén, Washington állam Chelan megyéjében elhelyezkedő önkormányzat nélküli település.
Lucerne postahivatala 1902 és 1956 között működött. A település nevét a Vierwaldstätti-tóról (angolul Lake Lucerne) kapta.

## Fordítás
Ez a szócikk részben vagy egészben  a   Lucerne, Washington című angol Wikipédia-szócikk ezen változatának fordításán alapul.  Az eredeti cikk szerkesztőit annak laptörténete sorolja fel. Ez a jelzés csupán a megfogalmazás eredetét és a szerzői jogokat jelzi, nem szolgál a cikkben szereplő információk forrásmegjelöléseként.